# 차코마라
차코마라(Dolichotis salinicola)는 천축서과에 속하는 비교적 큰 남아메리카 설치류이다. 근연종은 파타고니아마라이다.

## 생태
최대 4마리까지 작은 무리를 지어 생활한다. 먹이는 풀이다. 밤에는 굴 속에서 잠을 잔다.

## 분포 및 서식지
남아메리카 차코 지역, 아르헨티나와 파라과이, 볼리비아의 건조 가시림 및 초원 지대에서 서식한다.